# مزدا آرایکس-۷
مزدا آرایکس-۷ (Mazda RX-۷) خودرویی است که در سال‌های ۱۹۷۸–۲۰۰۲>۸۱۱٬۶۳۴ produced توسط شرکت مزدا در هیروشیما، ژاپن تولید شده‌است.
از ویژگی های این خودرو میتوان به وزن پایین آن موتور پر قدرت و قابل ارتقای آن و ظاهر جذابش اشاره کرد که باعث شده تا در بین ماشین بازهای دنیا محبوبیت خاص خود را داشته باشد 
به گفته شرکت سازنده این خودرو بر خلاف خودرو های دیگر بهتر است در حین استفاده دور موتور rx7 روی شش باشد تا موتور در در گذر زمان سالم تر بماند این در حالی است که در خودرو های دیگر دور موتور شش فشار به حساب می آید
این خودرو در کلاس خودرو اسپورت قرار گرفته‌است. این خودرو یکی از خودرو هاییست که دارای موتور وانکل می‌باشد